# Charles de Morny
Pour les articles homonymes, voir Morny.
Auguste Charles Louis Joseph de Morny, dit comte de Morny, devenu duc de Morny, né dans l'ancien 3e arrondissement de Paris le 21 octobre 1811 et mort dans le 7e arrondissement de Paris le 10 mars 1865, est un financier et homme politique français de la monarchie de Juillet, de la IIe République et du Second Empire, député, ministre de l'Intérieur (1851–1852), président du Corps législatif et président du conseil général du Puy-de-Dôme (1852–1865). Il a été un acteur essentiel du coup d'Etat du 2 décembre 1851.
Il est le fils naturel de la reine de Hollande Hortense de Beauharnais et du comte de Flahaut et le petit-fils naturel de Charles-Maurice de Talleyrand-Périgord et le demi-frère de Napoléon III.
Charles de Morny est à l'origine de la fondation du village du Vésinet dans la boucle de la Seine en aval de Paris, de l'urbanisation de Deauville et du parc des Princes à Boulogne-Billancourt.

## Biographie

### Bâtard royal et demi-frère de Louis-Napoléon Bonaparte
Selon son acte de naissance, Charles de Morny est né à Paris le 21 octobre 1811 (ancien 3e arrondissement), sous le nom de Charles Auguste Louis Joseph Demorny. Il semblerait cependant qu'il soit plutôt né le 15 septembre 1811 à Saint-Maurice (aujourd'hui en Suisse, canton du Valais, mais dans le département français du Simplon au moment de la naissance).[réf. nécessaire].
Ses parents naturels sont la reine Hortense (épouse légitime de Louis Bonaparte) et son amant le général Charles de Flahaut. Hortense, mère par ailleurs de Louis-Napoléon Bonaparte (futur Napoléon III), accoucha discrètement de son quatrième fils en Suisse où elle réside plutôt qu'à Paris. Son acte d'état civil le dit fils de Louise-Coralie Fleury, épouse d'Auguste-Jean-Hyacinthe Demorny, propriétaire à Saint-Domingue et demeurant à Villetaneuse. Le sieur Demorny, officier subalterne à la solde de Joséphine de Beauharnais, mère d'Hortense, accepta de donner son nom au bébé puis s'éclipsa rapidement après avoir probablement monnayé son patronyme.
Morny évoquait son ascendance avec humour en ces termes : « Dans ma lignée, nous sommes bâtards de mère en fils depuis trois générations. Je suis arrière-petit-fils de roi, petit-fils d'évêque, fils de reine et frère d'empereur ». Son père, Charles de Flahaut, n'était pas lui-même le fils du comte de Flahaut, de trente-sept ans plus âgé que son épouse Adélaïde de Souza, mais de celle-ci et de son amant Charles-Maurice de Talleyrand-Périgord. Son prénom, Charles, vient probablement de son père et de son grand-père naturels.
La mère d'Adélaïde, Irène du Buisson de Longpré, avait été une des maîtresses de Louis XV, dont elle eut une fille naturelle, Marie Françoise Julie Constance, épouse du marquis de Marigny, frère unique de la marquise de Pompadour. C'était assez pour permettre à Adélaïde de se dire fille de Louis XV, ce qui est improbable ; elle n'était d'ailleurs pas la fille de Charles François Filleul, l'époux de sa mère, mais plutôt du richissime Étienne-Michel Bouret, fermier général.

### Officier, industriel et député de la République

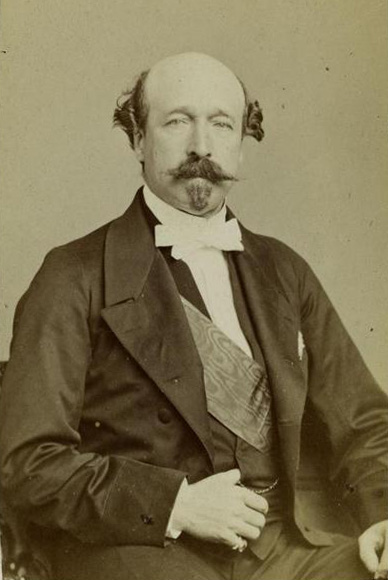
Le duc de Morny par Pierson.

Il est élevé sous la garde de parents nourriciers rétribués puis à partir de 1816 par sa grand-mère paternelle, Adélaïde de Flahaut, remariée à don José Maria de Souza-Boltelho, diplomate au service du roi du Portugal. Il grandit dans les milieux orléanistes. Il voit sa mère Hortense, alors en exil, pour la première fois à 18 ans et c'est à cette époque qu'il décide de détacher la première syllabe de son patronyme et d'en faire une particule en signant dorénavant « de » Morny. Il commence sa carrière sous la monarchie de Juillet comme brillant officier engagé dans la conquête de l'Algérie, est fait chevalier de la Légion d'honneur le 13 janvier 1837 pour exploits militaires.
Blessé et malade, il doit être rapatrié et quitte la vie militaire. Il se lance dans la fabrication de sucre de betterave en rachetant la sucrerie de Bourdon, à Aulnat, à côté de Clermont-Ferrand, qui lui sert simultanément de marchepied pour s'engager politiquement en se faisant élire le 9 juillet 1842 député du Puy-de-Dôme. Il est aussi fondateur de la Compagnie du chemin de fer du Grand Central.
Réélu en 1849, il entre en contact avec Louis-Napoléon Bonaparte, récemment élu président de la IIe République.
Morny préside le conseil général du Puy-de-Dôme de 1852 à sa mort en 1865.

### Prise du pouvoir avec son demi-frère
Le courant passe d'abord mal entre les deux demi-frères, Morny étant orléaniste et Louis-Napoléon évidemment bonapartiste, mais le président apprécie néanmoins le dynamisme du député qui le pousse à élargir ses pouvoirs en jouant de sa popularité. Dans les heures qui précèdent le 2 décembre, Morny se rend à l'Opéra-Comique. À l'entracte, une dame lui demande ce qu'il fera si, comme la rumeur le laisse entendre, le Président projette de « balayer la Chambre ». Avec cynisme, il répond : « Madame, s'il y a un coup de balai, je tâcherai de me mettre du côté du manche. ».
De fait, Morny est la cheville ouvrière du coup d'État du 2 décembre 1851 qu'il qualifie d' « opération de police un peu rude » et qui permet au président de devenir « Prince-Président ». Son grand-père avait été l'un des instigateurs du 18 brumaire (9 novembre) 1799.
Son demi-frère lui confie le poste de confiance de ministre de l'Intérieur (2 décembre 1851–22 janvier 1852) pour que ses préfets tiennent bien les départements, poste qu'il abandonne cependant lorsqu'un décret de confiscation vise notamment les biens de la famille d'Orléans. Ami des princes d'Orléans, il ne veut en effet pas prendre la responsabilité de la mainmise sur leurs biens, qualifiée par l'ancien président de l'Assemblée législative André Dupin de « premier vol de l'Aigle ».
On prête à Napoléon III cette boutade : « Comment voulez-vous que je gouverne ? L'impératrice est légitimiste, Morny est orléaniste, le prince Napoléon est républicain et je suis moi-même socialiste... il n’y a qu'un bonapartiste dans mon entourage, c'est Victor de Persigny, et il est fou !... ».

### Sous le Second Empire

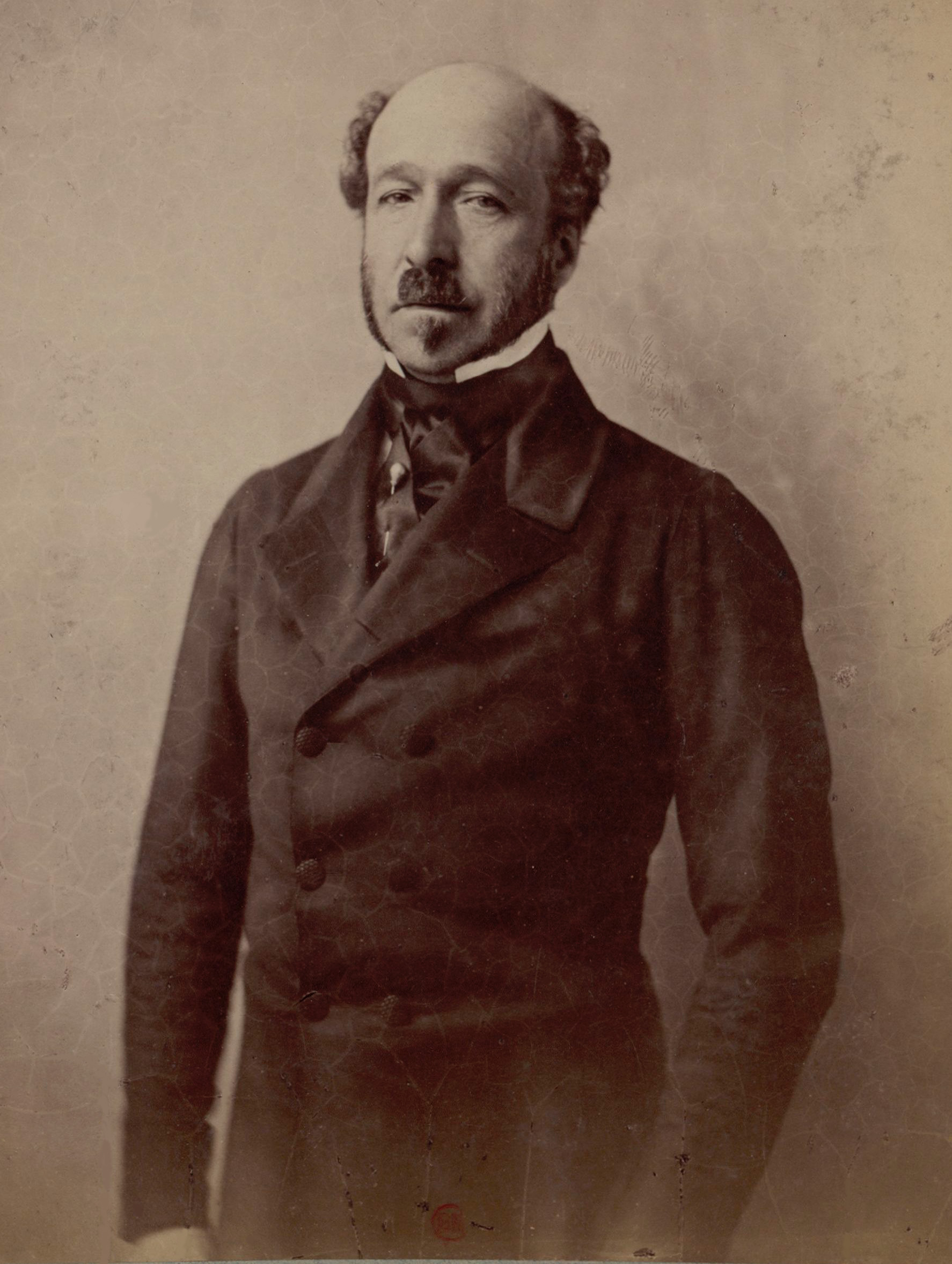
Le duc de Morny (photographie atelier Nadar).

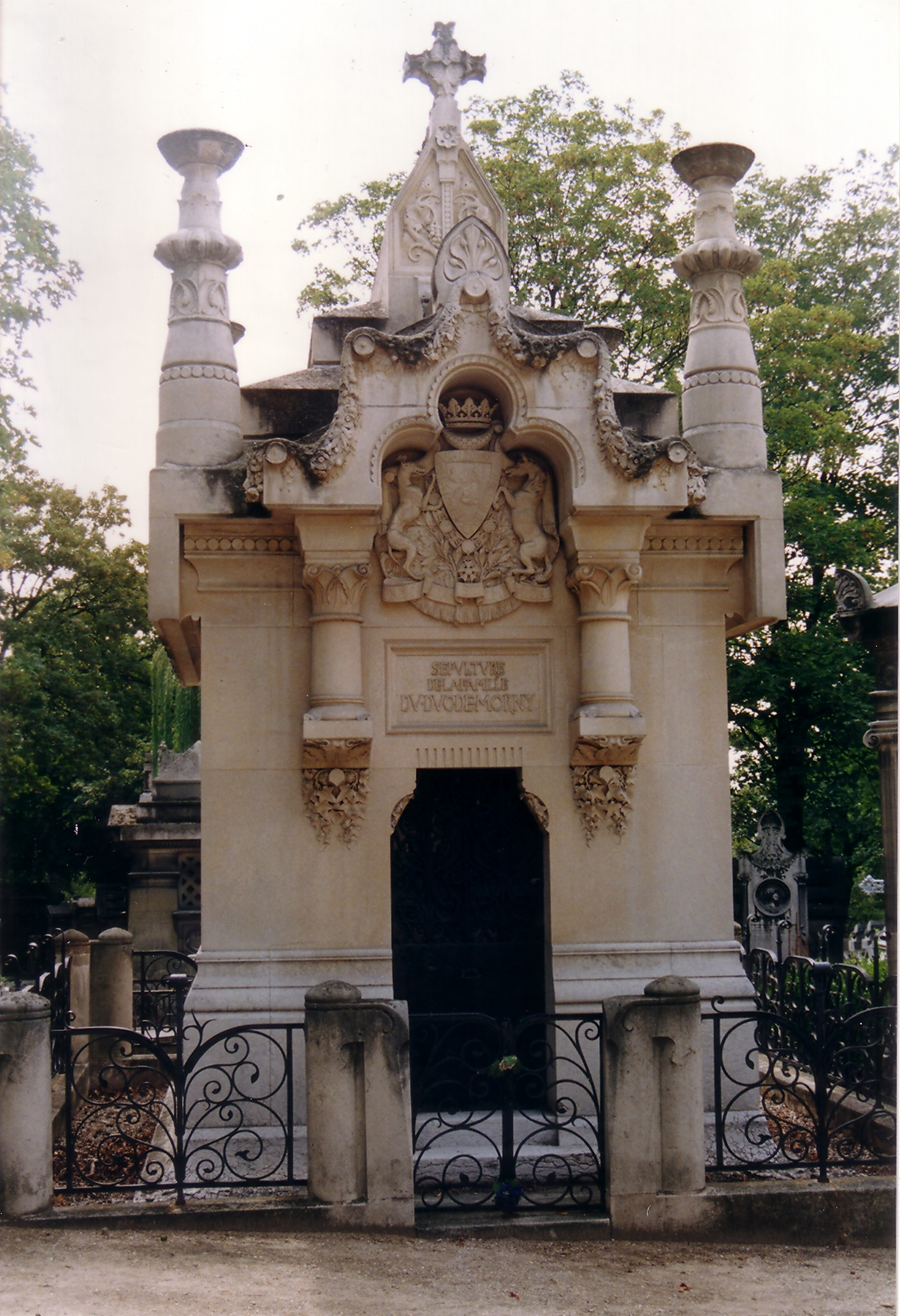
Tombeau de Morny au cimetière du Père-Lachaise.

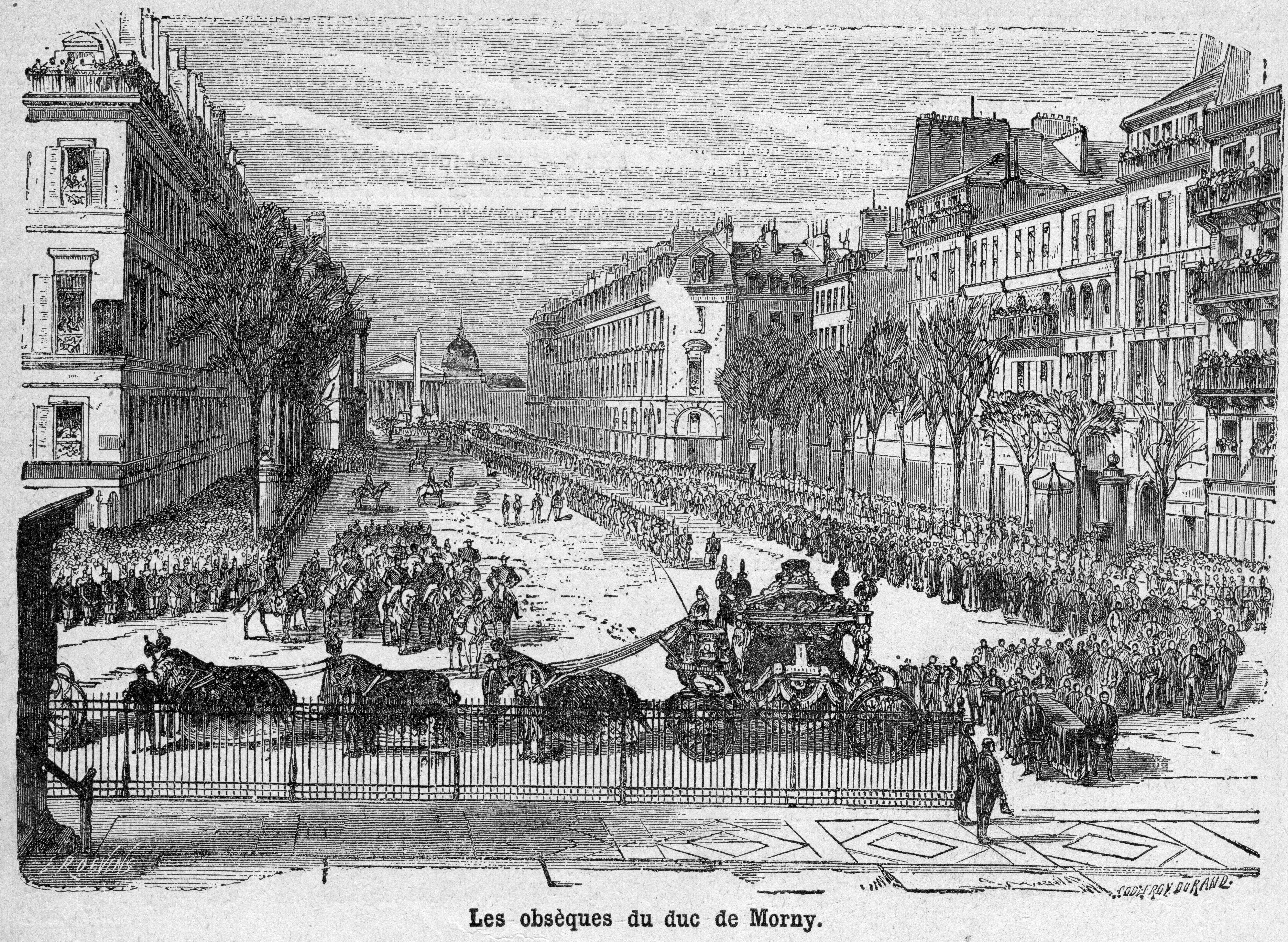
Les obsèques du duc de Morny, gravure par E. Roevens d'après Godefroy Durand.

Nommé le 12 novembre 1854 Président du Corps législatif dont il neutralise habilement le pouvoir, il reste le conseiller écouté de son demi-frère et bénéficie de son inépuisable indulgence. Il est parfaitement introduit dans la haute société parisienne, et apparaît très vite comme l'un des principaux personnages de l'État ; à partir de 1854 au moins, il visite régulièrement et entretient une correspondance (en partie publiée par Geneviève Gille), avec la princesse de Lieven (Dorothea von Benckendorff), qui joue une rôle politique et diplomatique majeur dans l'Europe de l'époque.
Morny profite de son importance jusqu'à la limite de la légalité. Devenu le porte-parole des raffineurs de sucre auvergnats, il investit d'importants capitaux avec sa maîtresse attitrée, Fanny Mosselman - qui contribue aussi à financer son ascension politique -, dans la sucrerie de Bourdon à Aulnat, près de Clermont-Ferrand, qui est la plus ancienne de France à fonctionner.
Homme d'affaires et spéculateur parfaitement au courant des spéculations et transactions fructueuses (informé du futur tracé des boulevards haussmanniens, il y achète les terrains pour les revendre dix fois plus cher), il attire auprès de lui de nombreux entrepreneurs et promoteurs. On disait de Morny : « Il suffit que l'on entende prononcer, d'un air entendu, le fameux « Morny est dans l'affaire » pour que ladite affaire attire capitaux et obtienne les autorisations nécessaires ».
Élu du Puy-de-Dôme, il acquiert en 1854 le château de Nades (à Nades, vers Lalizolle dans l'Allier), qui fut au XVIIe siècle la villégiature de Madame de La Fayette ; il le fait reconstruire, doter d'une ferme-modèle - qui subsiste dans l'actuel « parc de Nades » - et y reçoit fastueusement Jacques Offenbach (pour lequel il écrira le livret de l'opérette « Monsieur Choufleuri restera chez lui le... » sous le pseudonyme de Monsieur de Saint-Rémy) et Ludovic Halévy, qui séjournent et chassent sur les 2 000 hectares du domaine.
Pendant les travaux, il loge au château de Veauce, appartenant à son ami le baron de Cadier de Veauce. Le château abrite encore une grande table à gibier, présentée comme ayant été offerte par Napoléon III qui était venu y chasser, et un grand miroir provenant de Nades.
Morny crée, avec son médecin personnel le docteur Joseph-Francis Olliffe, Deauville, Le Vésinet avec son superbe parc dessiné par le comte Paul de Lavenne de Choulot, lance Sarah Bernhardt, et prend sous son aile Alphonse Daudet en lui confiant le secrétariat de ses affaires (il inspire à Daudet le personnage du duc de Mora dans son roman Le Nabab - 1877).
Après la victoire de Sébastopol, il se montre favorable à une alliance russe, favorisée par la mort de Nicolas Ier, auquel succède Alexandre II. Il est nommé ambassadeur en Russie le 7 septembre 1856, assiste au sacre d'Alexandre II, sympathise et négocie avec le ministre des Affaires étrangères Alexandre Gortchakov et mène grand train au Palais Vorontsov. Il s'éprend de la princesse Sophie Troubetskoï (1838–1896), fille de Serge Vassiliévitch et suivante de la tsarine. Son mariage le 19 janvier 1857 avec la jeune princesse déclenche une crise avec sa maîtresse en titre Fanny Mosselman. Associée au duc, Fanny lui réclame les bénéfices engrangés, soit 7 millions de francs et en obtient finalement la moitié.
Mécène éclairé et collectionneur, il soutient la création de la Société nationale des beaux-arts et président du Corps législatif, il fait créer en 1860 au Palais Bourbon par Jules de Joly la « galerie des Tapisseries », encore garnie de pièces de Gobelins et de Beauvais.
Il est créé duc par décret le 8 juillet 1862 lors du déplacement du couple impérial à Clermont-Ferrand,,,, (la date du 15 juillet 1862, souvent rapportée, est donc erronée). Les lettres patentes sont du 29 avril 1863,,,.
Il a longtemps été tenu responsable d'avoir entraîné l'empereur dans l'expédition du Mexique parce qu'il aurait voulu récupérer ses investissements, accusations démenties par ses plus récents biographes (tel Michel Carmona). 

### Mort
Sa mort prématurée à 53 ans à la suite d'une « bronchite aggravée » (probablement une pancréatite hémorragique, maladie inconnue à l'époque), le 10 mars 1865, dans la magnifique résidence de l'ancien hôtel de Lassay (1722–1728), depuis 1832 siège de la présidence de la chambre des députés, lui évite d'être le témoin du désastre mexicain et du déclin, puis de l'effondrement du Second Empire à la création duquel il avait participé, à son avantage.
Il est enterré au cimetière du Père-Lachaise (54e division), le 13 mars, avec la pompe de l'Empire. Eugène Viollet-le-Duc édifie de 1865 à 1866 sa chapelle funéraire, sur laquelle on peut lire l'épitaphe « Pro Patria et Imperatore » (pour la Patrie et l'Empereur),.
Napoléon III remplaça Morny, son demi-frère, à la présidence du Corps Législatif par le comte Walevski, fils naturel de Napoléon Ier et Marie Walewska ; ce qui fit dire : « Chassez le naturel, il revient au galop ! ».

## Collections et patrimoine
Morny était un collectionneur mais aussi un spéculateur, jouant sur sa notoriété.
Le 6 juin suivant son décès, sa collection de tableaux fut vendue aux enchères, de même que son écurie de chevaux de course et la majeure partie de ses biens par le conseil de famille et la jeune veuve, qui se remaria avec le duc de Sesto, grand d'Espagne et ancien soupirant d'Eugénie de Montijo.
On mentionne parmi ces œuvres :
- deux célèbres Fragonard, Le chiffre d'Amour et L'Escarpolette (1767), acquis par le grand collectionneur proche du couple impérial, le 4e marquis d'Hertford (Wallace Collection) ;
- une Petite fille de Greuze ;
- et un Paysage de dunes de Wynants, achetés par le banquier parisien Édouard André (musée Jacquemart-André (no 229 et 428 du catalogue de 1926) ;
- Le Lorgneur de Watteau (vers 1716), no 32 du catalogue de sa vente (Richmond, Virginia Museum of Fine Arts) ; a figuré à l'exposition « La Peinture française - collections américaines » à Bordeaux du 13 mai au 15 septembre 1966 (no 33 du cat. reprod. pl. 19).

La table ovale due à l'ébéniste Roger Vandercruse, dit Lacroix (vers 1775), lui ayant appartenu, a été acquise en 1907 par le comte Moïse de Camondo et est conservée au musée Nissim-de-Camondo à Paris (no 131 du catalogue du musée, 3e édit après 1936).
La vente Fabius frères (Sotheby's France, Paris, 26 et 27 octobre 2011) comportait une paire de « colonnes en porphyre vert des Vosges et bronze doré d'époque Empire » provenant de la collection Morny.
Mme de Morny conserva le domaine de Nades pour les vacances de ses enfants, mais le comte Benedetti, nommé tuteur légal, finit par le vendre « pour une bouchée de pain ». Après l'incendie qui le détruisit, certains de ses matériaux furent réemployés dans le château de Chouvigny, perché au-dessus des gorges de la Sioule.

## Mariage et descendance

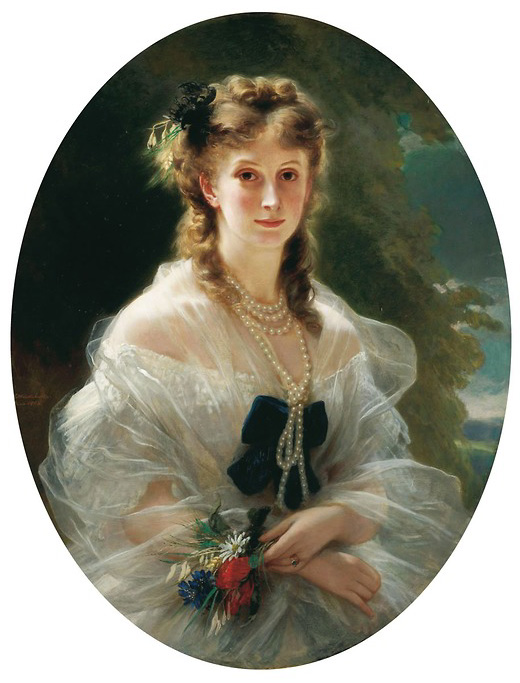
Sophie, princesse Troubetskoï.

Il se maria à Saint-Pétersbourg le 19 janvier 1857 à la jeune princesse Sophie Troubetskoï (1836–1896), de vingt-cinq ans sa cadette. Cette fille du prince Serge Troubetskoï et de la princesse Catherine (née comtesse Moussine-Pouchkine) se remariera, à la mort du duc de Morny, au Grand d'Espagne José Isidro Osorio y Silva, 16e duc de Albuquerque et duc de Sesto. Son portrait fut réalisé par Winterhalter en 1863 (coll. de la duchesse de Morny en 1922).
Quatre enfants, portant à l'état civil le nom de Morny, naquirent de cette union :
1. Charlotte (1858–1883), mariée en 1877 à José Ramon Osorio y Heredia, comte de la Corzana (1854–1919), dont un fils :
  1. José Borja Nicolas Osorio y de Morny (1878–1905), sans descendance.
2. Auguste, duc de Morny (1859–1920) marié en 1886 à Carlota de Guzmán e Ybarra, dont trois enfants :
  1. Auguste de Morny (1889–1934), sans alliance ni descendance ;
  2. Anna Teresa de Morny (1890–1924), sans alliance ni descendance ;
  3. Antoine de Morny (1896–1943), sans alliance ni descendance.
3. Serge (1861–1922), officier, sans alliance[37] ;
4. Mathilde (1863–1944)[38], épouse de 1881 à 1903 de Jacques Godart, marquis de Belbeuf dont elle divorça, sans postérité, dite « Missy », ou « Oncle Max » ou encore « Monsieur le Marquis » dans le milieu lesbien parisien de la fin du XIXe siècle. Elle fut amie de la « demi-mondaine » Liane de Pougy et de l'écrivain Colette.

De sa liaison avec la comtesse Le Hon, née Fanny Mosselman, fille du riche banquier et industriel belge François-Dominique Mosselman, épouse du comte Charles Le Hon, ambassadeur de Belgique en France, Morny eut une fille naturelle, Louise Le Hon (1838–1931), mariée en 1858 au prince Stanislas Poniatowski, dont elle eut trois enfants. Parmi la descendance de cette Louise-Léopoldine, on compte notamment Michel Poniatowski, ancien ministre de l'Intérieur des gouvernements de Jacques Chirac et de Raymond Barre, et ses fils Ladislas Poniatowski (1946), et Axel Poniatowski (1951), hommes politiques français, ainsi que leur lointaine cousine Sarah Poniatowski, ancienne épouse du chanteur Marc Lavoine.
- Une rumeur lui prête également la paternité de Georges Feydeau, car la liaison de sa mère, Léocadia Zelewska avec le duc, liaison qui s'était prolongée même après son mariage avec Ernest Feydeau, était de notoriété publique.
- Il passe encore pour le père du célèbre avocat, Henri-Robert, né de père et mère inconnus, beau-père de Paul Reynaud, et postérité.

La malice parisienne appela « La Niche à Fidèle » l'hôtel particulier que la comtesse Le Hon se fit bâtir à côté de la maison de Morny aux Champs-Élysées, en raison de ses nombreuses aventures (femmes d'écrivains, actrices, danseuses du corps de ballet de l'Opéra).
Les papiers personnels de Charles de Morny sont conservés aux Archives nationales sous la cote 116 AP ainsi qu'à la bibliothèque de Genève (collection Jean Pozzi).
Morny avait entrepris la rédaction de ses mémoires, particulièrement sur son rôle central dans le coup d'État du 2 décembre 1851. Restés inachevés, ces mémoires ont été en partie édités par son petit-fils, en 1925.

## Postérité littéraire
Morny inspira à Émile Zola le personnage du comte de Marsy dans le roman Son Excellence Eugène Rougon publié en 1876.
Il inspira aussi à Alphonse Daudet le personnage du duc de Mora dans le roman Le Nabab, paru en 1877.

## Décorations
- Grand-croix de la Légion d'honneur[43] ;
- Chevalier de l'ordre de Saint-André et des ordres de Russie ;
- Grand-croix des ordres royaux de Charles III d'Espagne ;
- Grand-croix des ordres royaux de Léopold de Belgique ;
- Décoré de l'ordre impérial du Médjidié de Turquie de la première classe.